# Aryabhata

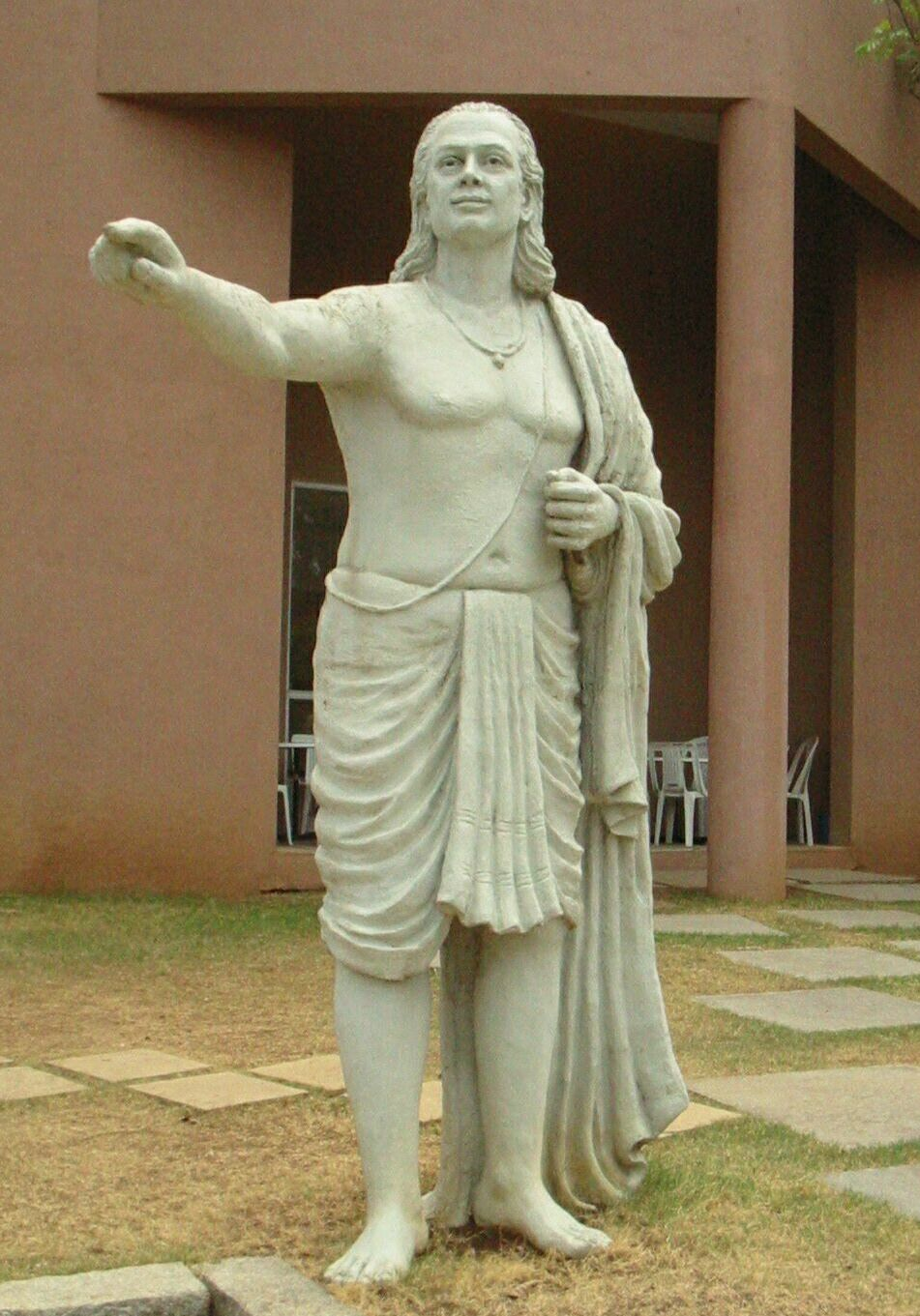
Standbeeld van Aryabhata

Āryabhaṭa (Devanāgarī: आर्यभट) (476 – 550) is de eerste van een aantal grote Indiase geleerden in de astronomie en in de wiskunde uit het klassieke tijdperk van de Indiase wiskunde en de Indiase astronomie. Aryabhata is de vader van het Hindoe-Arabische talstelsel, dat heden ten dage over de hele wereld wordt gebruikt.

## Leven
Hij werd geboren in het dorp Ashmak bij Pataliputra (huidige Patna). Zijn twee belangrijkste boeken waren de Aryabhatiyam uit 499 en de Aryabhatta-siddhanta. De Aryabhatiyam bracht een aantal vernieuwingen in wiskunde en astronomie gezet in verzen. De oorspronkelijke tekst was kort. Een van de leerlingen van Aryabhata, Bhāskara schreef ca. 600 een commentaar (bhashya). Het plaatswaarde-systeem voor getallen dat voor het eerst verscheen in India in het derde-eeuwse Bhakshali-manuscript, was al goed ingeburgerd in Aryabhata's werken. Ook het gebruik van letters om onbekenden aan te duiden, was te vinden bij Aryabhata.

## Heliocentrisch systeem
Aryabhata's berekeningen waren consistent met heliocentrische beweging van de planeten rond de Zon en een Aarde die om een eigen as draait. Hij was niet de eerste die dit beweerde maar zijn autoriteit was wel belangrijk. De vroeg-Indische astronomische teksten; Shatapatha Brahmana (rond de 9de-7de eeuw v.Chr.), Aitareya Brahmana (rond de 9de-7de eeuw v.Chr.) en de Vishnu Purana (rond de 1e eeuw v. Chr.) bevatten vroege elementen van een heliocentrisch systeem. Heraclides van Pontus (4e eeuw v.Chr.) wordt soms als grondlegger van het heliocentrisme genoemd. Aristarchus van Samos (3e eeuw v.Chr.) wordt dikwijls vermeld als bezitter van kennis van heliocentrisme. In het oude India kende men een boek over de oude Griekse astronomie dat Paulisha siddhanta genoemd werd (mogelijk door Paul van Alexandrië geschreven) maar daarin wordt geen gewag gemaakt van heliocentrisme. In de achtste eeuw werd de Aryabhatiya vertaald in het Arabisch en die Arabische versie werd in de dertiende eeuw vertaald in het Latijn.
Aryabhata's berekening van de omtrek van de Aarde was slechts 0,2 % kleiner dan de werkelijke waarde. Dit was een verbetering van de berekening van Eratosthenes (rond 200 v.Chr.). Hij wist zijn lezers ook te vertellen dat maanlicht een weerkaatsing van zonlicht op de Maan was.